# بارا (لاعب كرة قدم مواليد 1987)
بارا (بالبرتغالية: Erinaldo Santos Rabelo‏) هو لاعب كرة قدم برازيلي في مركز ظهير ‏، ولد في 19 سبتمبر 1987 في ريو ماريا في البرازيل. لعب مع ريد بل براغانتينو ونادي أفاي ونادي أمريكا ونادي بارانا ونادي جوينفيل ونادي ساو كايتانو ونادي فاسكو دا غاما.